# Abdul Razak Hussein
Tun Haji Abdul Razak bin Dato' Haji Hussein (Jawi: عبد الرزاق بن حسین‎ ; 11 tháng 3 năm 1922 – 14 tháng 1 năm 1976) là Thủ tướng Malaysia thứ 2, từ năm 1970 đến năm 1976.